# Брунето Латини
Брунето Латини (итал. Brunetto Latini, лат. Burnectus Latinus; Фиренца, 1220 — Фиренца, 1294) био је италијански научник, државник и филозоф.

## Живот
Брунето Латини је рођен у Фиренци 1220. у тосканској племићкој породици, као син Буонакорза Латинија. Припадао је Гвелфима. Био је познат међу својим савременицима као врло образован човек, познат и по својим говорничким способностима. Популаризовао је Цицеронова учења међу савременицима и њима се користио у државничком послу.
Због способности је послат у Севиљу Алфонсу X Мудром како би прибавио помоћ за Фиренцу, против Сијене, али безуспешно. На повратку из Шпаније, сусрео га је ученик из Болоње који му је испричао о поразу Гвелфа у бици код Монтапертија. Латини је био прогнан. Уточиште је нашао у Француској од (1260—1266) где је радио као записничар у Монпељеу и Паризу.
1266. када се политичка ситуација стишала, вратио се у Тоскану где је 20 година опстао на високим позицијама. 1273. постао је Секретар Савета Фиренце. 1280. допринео је помирењу Гвелфа и гибелина. На крају је постао „приор“ - један од 12 магистрата по Уставу из 1282.
Ђовани Вилани говори да Латини био велики филозоф и одличан професор реторике, који не само да је добро говорио, већ и писао. Аутор је многобројних дела у поезији и прози. Умро је 1294. и иза себе оставио кћерку Бјанку Латини. Гроб му се налази у цркви Santa Maria Maggiore, у Фиренци.

## Дела
- Док је био у Француској, написао је његово дело на италијанском Tesoretto и на француском Li Livres dou Trésor, оба енциклопедије средњовековног знања.

Ова поема (незавршена, или оштећена), писана је на тосканском, у куплетима од седам парова, у првом лицу. Аутор га описује као Ризницу, али назив Tesoretto постоји већ у најранијим манускриптима. Лирски субјект се изгубио у шуми, када је чуо за пораз у бици код Монтапартија. Изгубљен, он сусреће персонификовану Природу и Врлину, које му приказују како свет треба да се понаша и чему да тежи. Песма се прекида када се сусретне са Птолемејом који му објашњава принципе астрономије. Дело је инспирисано провансилском поезијом, и другим средњовековним књижевним жанровима, попут алегорије и неки научници га сматрају претходником Комедије.
Ризница је најпознатије Латинијево дело, написано у току његовог изгнанства у Француску. Написано је на француском, како је објашњено у прологу: "parleur est plus delitable et plus common Touza languaiges" (говором који је најпријатнији и најраспрострањенији од свих).
Састоји се из 3 књиге и први је пример енциклопедије писане на народном језику, у Средњем веку. Прва књига говори „о рођењу свих ствари“ (de la naissance de toutes choses), међу којима је историја, догађаји описани у Старом и Новом завету, елементи медицине, физике, астрономије, географије, архитектуре и зоологије. Ово је прва од књига у којој се спомиње компас. Друга књига бави се пороцима и врлинама. Трећа књига бави се реториком и државништвом. Брунето узима као изворе Аристотела, Платона, Ксенофонa и Цицерона.
- Превео је и написао коментаре за Цицеронове књиге Rettorica и тритомну Орације (Ligarius Pro, Pro Marcello, Pro rege Deiotarus).

- Написао је и "Favolello", пријатно писмо у стиху, посвећено Рустику ди Филипију, где износи три основна схватања припадника Слатког новог стила о пријатељству: постоји једино између племенитих људи, мора да буде без интереса, не сме да буде пољуљано даљином. Племенитост је појам који се у средњем веку односио на људе племенитог порекла, аристократију, племените по крви. Код Латинија, племенитост се не наслеђује, човек је племенит због својих особина и начина живота.

- Латини је такође аутор краћих песама.

## У Божанственој комедији
Латини није био Дантеов школски учитељ, али га је Данте звао maestro (учитељ) како би истакао духовну везу. Убацио га је у своје дело "Божанствена комедија". Вероватно је Латини тај који је навео Дантеа да чита Боеција и Цицерона после Беатричине смрти. Вероватно је и то да се Латини бринуо о Дантеу после смрти његовог оца.
Многе карактеристике из Дантеовог Пакла су споменуте у правиним и дипломатским документима која је Латини писао на латинском. Ђото је насликао Латинијев портрет, поред Дантеа у Bargellu у Фиренци.

### Певање XV
Данте је сместио Латинија у трећи појас Седмог круга са содомитима. Данте пише: „оци и чувени научници, сви ту због истог греха“ претпоставља се содомија.
Дантеово понашање према Латинију се, потпуно разликује од осталх лица које је срео у паклу. Он назива песника најсјајнијим међу људима и прича о њему са захвалношћу, нежношћу: / био си са мном до последњег сата/учио си ме да човек себе чини вечним. Латини је приказан с љубаљу, патосом и достојанством која је у потпуној супротности са казном којој је изложен.
Латини пита Дантеа ако сме да му прави друштво и пушта своју групу да трче. Данте се нуди да седне са њим, али то би само повећало казну; он и остали морају без престанка да се крећу. Данте му се обраћа са ви, а Брунето Дантеу са ти, што је свакако био начин на који су говорили у Фиренци.
Латини предвиђа Дантеу будућност. Они који су му некада били пријатељи ће му постати непријатељи. Они су духовно слепи, грамзиви, завидни и горди.
Данте је свакако поштовао Латинија, али је морао да га смести у Пакао, пошто је његов грех био фобро познат у то време у Фиренци. И поред тога, Дантеу је казна за његовог учитеља тешка за гледање.
Битно је истаћи да изван Комедије, у везу са Латинијевим именом и хомосексуалношћу нигде нема доказа - штавише, он је у свом делу „Ризница“ осуђује. Постоје предлози да га је Данте сместио у XV Певање, јер је био насилан против уметности и световног језика (Латини је писао на француском, а не тосканском), који је Данте уздизао у De Vulgari Eloquentia); или како би доказао како и највећи међу људима могу имати приватне грехове. Нема реалних доказа да је заиста био склон хомосексуалности, иако је написао песму, која је претпоставља се била посвећена мушкарцу: "S'eo son distertto inamoratamente".
Ову тврдњу поткрепљује и то што га Вилани назива „uomo mondano“ (космополита), што је у то време често имало негативно значење, представљало особу широких схватања и неконвенционалног начина живота.